# II. Olaf norvég király

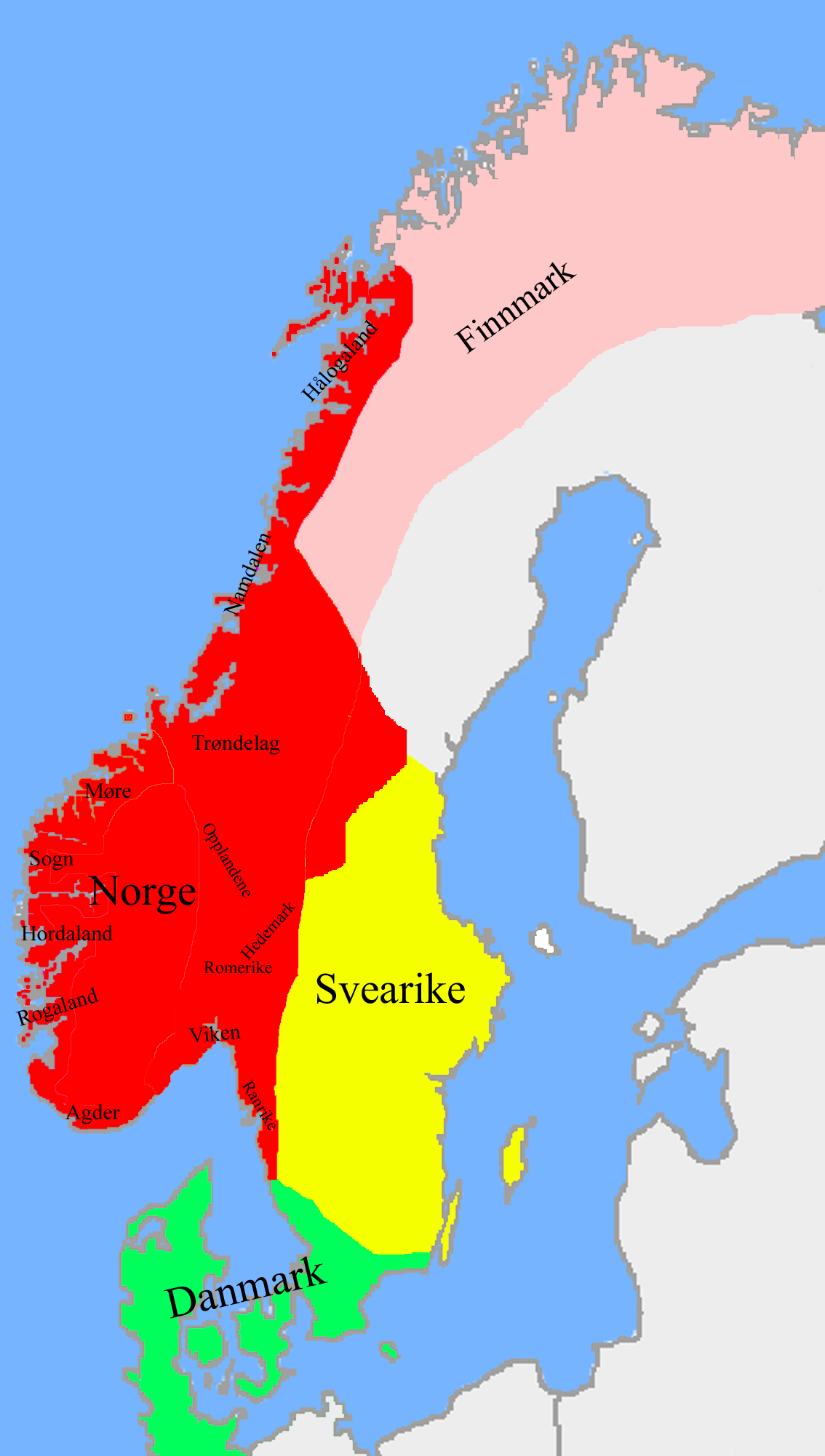
Norvégia (Norge) Szent Olaf uralkodása idején, a törzsfők örökletes kiskirályságaival

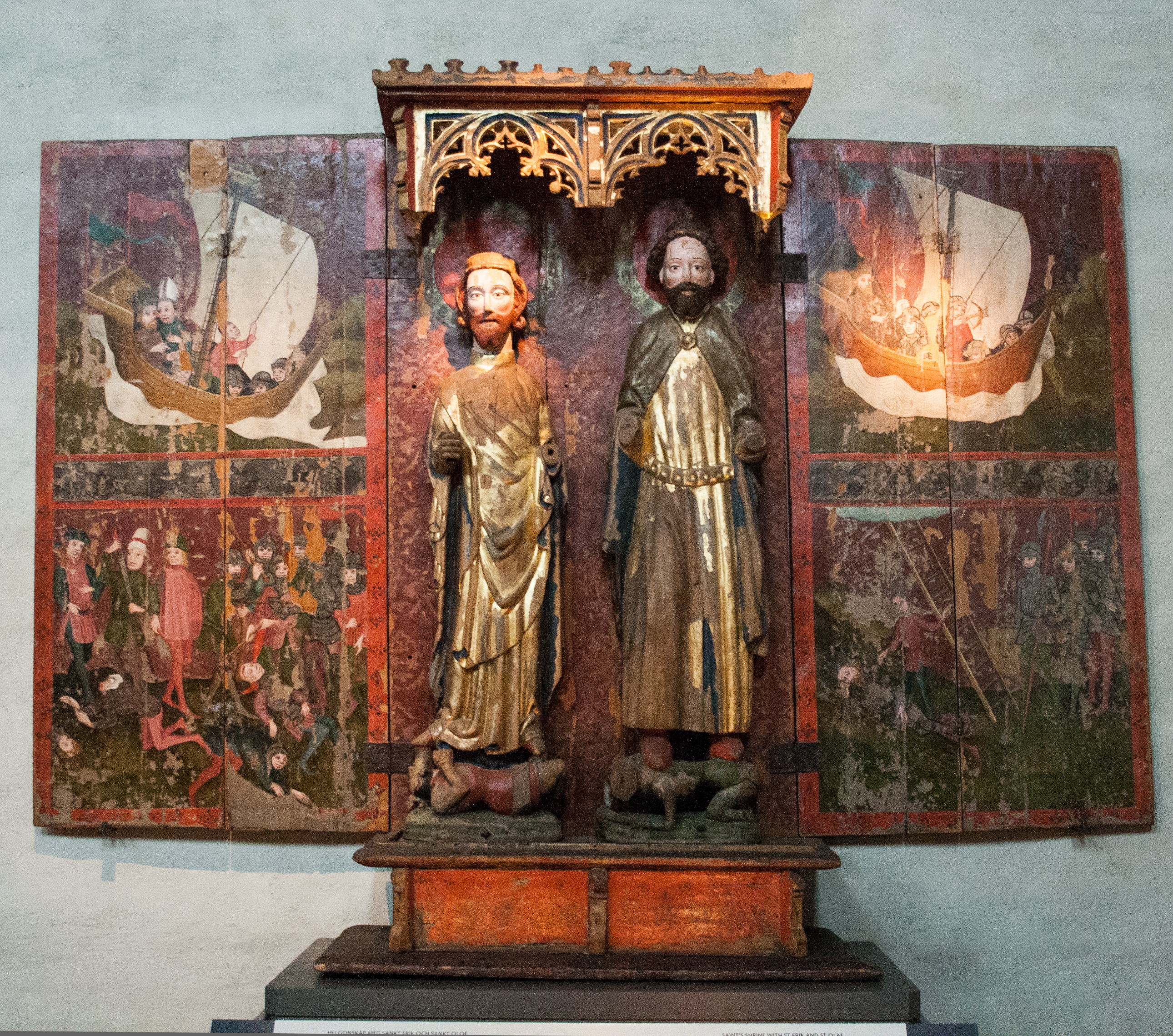
Szent Erik és Szent Olaf egyházi szobra a stockholmi Historiska museetből

II. Olaf Haraldsson vagy Szent Olaf (norvégül Olav Haraldsson vagy Olav den hellige), (995 nyara – 1030. július 29.) Norvégia királya volt 1015 és 1028 között, 1164-ben az ország védőszentjévé nyilvánították (ünnepe július 29.); 12 évre megszakította a dánok uralmát. Korlátozta a főrendi családok hatalmát, a király karizmatikus voltát hangsúlyozva és tömeges mértékben elfogadtatta a keresztény vallást, kiépítette az egyházszervezetet. Uralma alatt felgyorsult a feudalizáció. Vallási törvénykönyvét (1024) tartják Norvégia első nemzeti törvényhozói alkotásának. Életében Testes Olafként is ismerték.

## A király nevei
Óészaki nyelven eredetileg az Óláfr nevet kapta. A mai norvég nyelvben ennek megfelelője Olav, amit régebben gyakran Olafnak írtak. izlandiul a neve Ólafur, dánul Oluf, svédül Olof. Az Olafr hinn helgi, Olavus rex (latin és Olaf neveket egymással kicserélhetően használták (lásd Snorri Sturluson Heimskringla című királysagáját (1225). A 13. század óta néha úgy is emlegetik mint Rex Perpetuum Norvegiæ, azaz „Norvégia örökös királyát". A dán Helsingør neki szentelt katedrálisának neve Sankt Olai kirke, vagyis "Szent Olaf templom".

## Uralkodása
Harald Grenske kiskirálynak, Westfold urának az utószülőtt fiaként és I. Harald ükunokájaként született. Édesapja halála után mostohaapja, Sigurd Syr házában nőtt fel. Lehetséges, hogy kiskorában megkeresztelték (William of Jumièges szerint 998-ban), de az is lehet, hogy pogány hitben nevelkedett; az viszont tény, hogy viking harcosok között élt. Amikor felserdült, mostohaapja megajándékozta egy hajóval, és egy csapat katonát is adott neki. Így részt vett több merész viking vállalkozásban a Keleti- tengeren, Hollandia és Anglia ellen (ez utóbbi 1009–1011). 1013-ban II. Ethelred angol királyt támogatta a dánok ellen, s ekkor a kereszténység mély hatást tett rá. Amikor I. Svend dán király fölényt vívott ki Angliában, Olaf Spanyolországba ment. Gibraltár előtt hajózván, lehetett valami látomása, amelyben világossá vált előtte, hogy vissza kell térnie Norvégiába és trónra kell lépnie. (A legenda szerint egy ragyogó alak ezt mondta neki: „Térj vissza és légy Norvégia örökös királya!") Észak felé fordult hát, és még 1013-ban fölvette Normandia hercegénél, II. Richárdnál a kereszténységet. Amikor folytatta útját hazája felé, már volt vele 220 katona, egy püspök és több pap. Felismerte küldetését és élete értelmet kapott.
A róla szóló legfontosabb források (Passio Olavi a 12. századból és Szent Olaf sagája Snorre Sturlasontól, a 13. századból) természetesen korábbi hagyományokon alapszanak; bennük a történeti tényekhez anekdoták és mitikus elemek kapcsolódnak, de Olaf életének fő vonala azért kirajzolódik bennük.

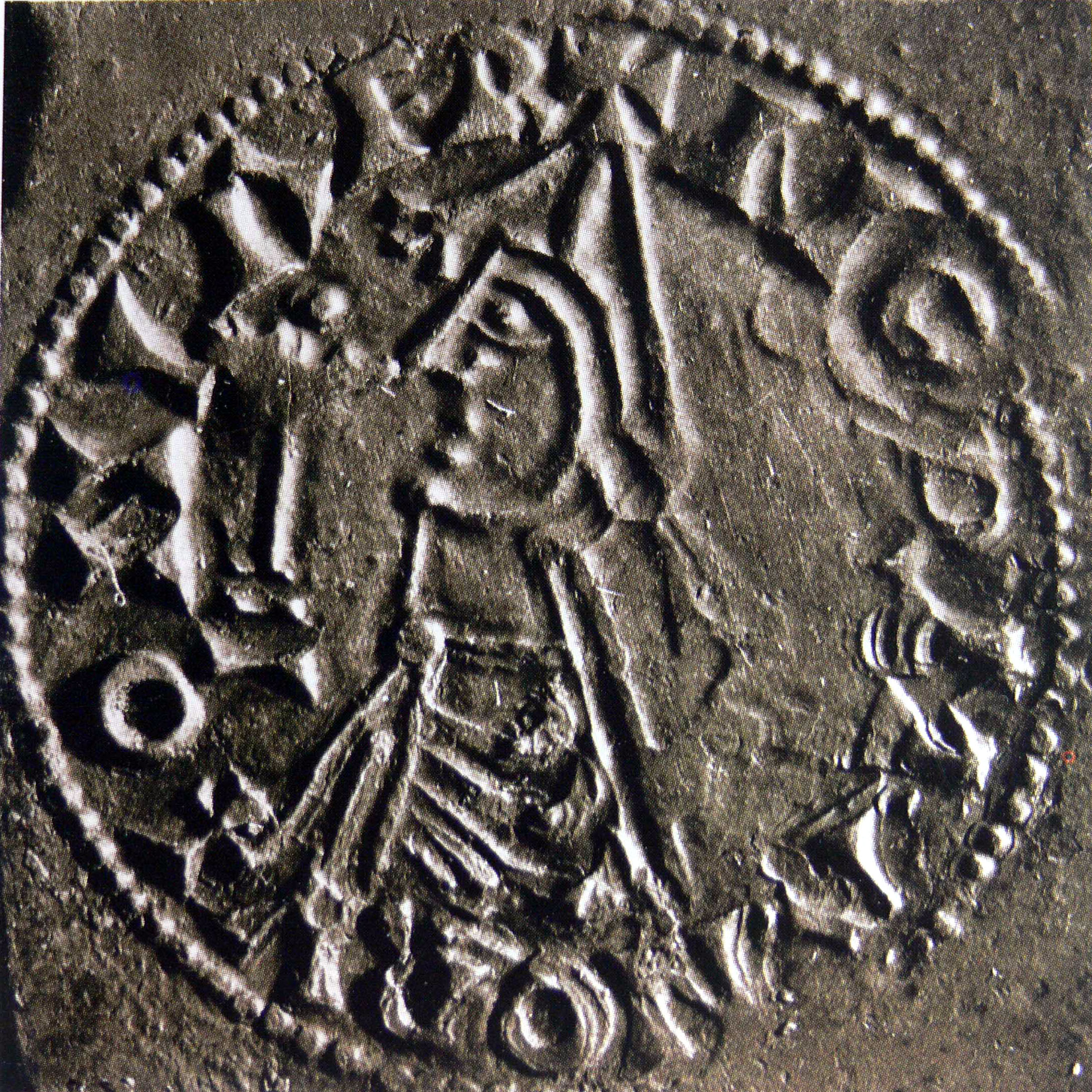
Olaf ezüst pfenningje (1023–1028 között)
Felirat: OLAF R NORMANNORW

1015-ben visszaért hazájába, a norvég felvidék öt kiskirályának támogatásával királynak nyilvánította magát, és elfoglalta azokat a területeket, amelyek korábban Dánia, Svédország és Haakon norvég jarl („gróf”) birtokában voltak. Csak 1016-ban sikerült Olafnak – tárgyalások után és harcok során – a nesjari csatában a tengeren legyőznie I. (Villásszakállú) Svendet, az addigi uralkodót és elérnie, hogy elismerjék egész Norvégia első királyának. A következő 12 évben megszerezte a norvég főnemesség támogatását, és könyörtelenül kikényszerítette a kereszténység elfogadását; a térítésben segítették az Angliából vele ment misszionáriusok. A norvég egyház alapításának 1024-et tekintik, amikor is Olaf és egyházi tanácsadója, Grimkell püspök Mosterben kihirdette a vallási törvénykönyvet.
Törekedett arra, hogy Norvégiában a kereszténység terjedését előmozdítsa. Mindent megtett, hogy a szívek ellenállását legyőzze. Életrajzírója, Snorre elbeszéli, miként ért el eredményt az egyik térítő útján a norvég parasztok körében. A király Gudbrandsdalenbe érkezett. Az idevaló emberek Tor isten hatalmas képmásával akarták megrettenteni. Olafra azonban semmi hatással nem volt a bálvány; rámutatott az épp kelőben lévő napra: lám, sokkal nagyobb és sokkal hatalmasabb, mint a torz bálvány, és az igaz és láthatatlan Isten teremtménye. Embereivel szétdaraboltatta a bálványt, s mivel Tor isten nem állt bosszút, ezt a parasztok istenítéletnek tekintették és nem álltak tovább ellen. Papjaira bízta, hogy hirdessék az Evangéliumot, tanítsanak, építsenek templomokat, misézzenek, szolgáltassák ki a szentségeket. Előfordult, hogy a keresztségre csak valóságos csata után kerülhetett sor, amelyet mindkét fél istenítéletnek tekintett.
Később új törvényeket fogadtatott el Olaf annak érdekében, hogy népét politikailag összefogja és keresztény szemlélettel átitassa. Szent Olaf törvényeit, amelyeket századokon át mintaszerűnek tartottak, sajnos nem ismerjük hiteles formában, mert csak jóval később írták le őket. Olaf fő tanácsosai a misszionáló püspökök voltak; közülük főleg Grimkel adott neki sok tanácsot a keresztény jogrend alapjának megvetéséhez. A legfőbb követelmény az volt, hogy Norvégia mielőbb keresztény legyen és hogy templomok épüljenek. Ezért püspökségeket kellett alapítani, és biztosítani kellett a papok megélhetését. Az új törvény szentesítette a munkaszünetet vasár- és ünnepnapon, és tiltotta, hogy közeli rokonok egymással házasságra lépjenek.
Olaf következetesen küzdött a keresztény jogrend érvényesüléséért és azért, hogy csak egy király legyen. Ez hamarosan ellenállást váltott ki. Elsősorban a régi kiskirály-családok mozgolódtak, a dán Knut is egyetértett velük. Olafot tűrhetetlen zsarnoknak kiáltották ki, aki elvette tőlük a régi jó szabadságot. Eddig a gazdag parasztok a nemzetségükhöz tartozó törvénysértőt kiválthatták pénzzel, így a szegényekkel szemben előnyösebb helyzetben voltak. Most azonban – ezt Olaf külön hangsúlyozta – az előkelő és gazdag bűnösnek ugyanazt a büntetést kellett elszenvednie.
Olaf még 1019-ben rendezte ellentéteit Olaf svéd királlyal Þorgnýr, a Törvénymondó közvetítésével, és egyesítette haderejét a király fiával, Anund Jakabbal, amikor Knut, az új dán király azzal fenyegette meg, hogy elfoglalja Norvégiát. 1026-ban a helgeåi csatában vereséget szenvedett Knuttól, aki 1028-ban újra flottát vezetett Norvégia ellen angol és norvég katonákkal. Mivel Olafnak túl kevés híve volt, menekülésre kényszerült. Sógora, I. Jaroszláv kijevi nagyfejedelem udvarában lelt menedéket.
Ebben a sorsfordulatban Olaf elég érett kereszténynek bizonyult. Addig is sok harcába került a keresztény életeszmény megvalósítása, s ebben a küzdelemben nem sikerült mindig helytállnia: egyetlen fiának, a későbbi Jó Magnus királynak nem Olaf felesége volt az anyja. Most bűnbánatot tartott. Menekülés közben sok csodát tehetett. Hatására lettek kereszténnyé Gotland szigetének lakói. Utazása során egy időre megállt a közép-svédországi Närke tartományban, ahol a helyi legenda szerint sok embert megkeresztelt. Először arra gondolt, hogy elzarándokol a Szentföldre, de egy új látomásból erőt merítve elhatározta, hogy visszatér hazájába. Annál is inkább, hogy kihasználja az alkalmat, amit az tett lehetővé, hogy a Norvégia élére kormányzóként kinevezett Håkon Jarl eltűnt a tengeren. Anund Jakab segítségével Svédországban sereget gyűjtött és Drontheim ellen vonult, ellenségei azonban túlerőben voltak. 1030. július 29-én vívták meg a döntő csatát Stiklestadnál. Snorre beszámol róla, hogy fehér keresztet festetett a katonák sisakjára és pajzsára, csatakiáltásuk pedig így hangzott: Előre Krisztus, a kereszt és a király hívei! Ez – még ha csak legenda is – arra enged következtetni, hogy Olafot Konstantin szelleme hatotta át. A csatát és az életét azonban elvesztette.
A saga, amely mindjárt Olaf halála után keletkezett, már szentnek mutatja be a halott királyt. Egy versben, amely a győztes Svend Knudsonnak szólt, Thorarin Lovtunge így énekelt: Olaf, mielőtt kilehelte volna, megmentette ártatlan lelkét, s most vakok és némák keresik fel a királyt, és gyógyultan térnek vissza otthonukba. Grimkel püspök az egyik drontheimi templomba vitette földi maradványait. (Ezzel létrejött Észak egyik legnagyobb középkori zarándokhelye.) Olaf népszerűsége, egyházi tevékenysége és a halálát övező csodás legenda eredményeképpen már 1031-ben szentté avatták.

## Utóélete
Népszerűsége gyorsan terjedt, templomokat és szentélyeket építettek tiszteletére Angliában, Svédországban és Rómában. 
150 évvel később elkezdték építeni a norvég érsek székesegyházaként a legnagyobb és legszebb északi katedrálist, a Szent Olaf-templomot. Ezen kívül még sok más Szent Olaf templom is épült Norvégiában, sőt Svédországban, Dániában és Angliában, valamint a Hansa-városokban. Így jogosan tekinthetjük az egykori viking királyt Észak legjelentősebb és legnépszerűbb szentjének. Mint Norvégia örökös királya (Rex perpetuus Norvegiae), Olaf az ország politikai és keresztény egységének szimbóluma. A reformáció után arany ereklyetartóját Dániába vitték és Olaf földi maradványait megsemmisítették.

## Házassága
- Egy ideig a svéd uralkodó beleegyezése nélkül eljegyzésben volt Ingegerd Olofsdotter svéd hercegnővel,
- Olaf házasságát 1019 februárjában[2] kötötte meg: felesége Astrid Olafsdottir, III. Olaf svéd király törvénytelen leánya − Ingegerd féltestvére − volt. Egy gyermekük született:
  - Ulfhild Olavsdatter (? – 1071. május 24.) ∞ Ordulf szász herceg[12]
- Olafnak volt egy szeretője is, Alvhild (? – 1047 után), tőle is egy gyermeke született:
  - Magnus (1024 áprilisa/júniusa – 1047. október 25.)